# John Oswald (compositeur)
Pour les articles homonymes, voir Oswald.
John Oswald né le 30 mai 1953, à Kitchener  (Ontario, Canada), est un compositeur de musique électroacoustique résidant à Toronto, au Canada.
John Oswald est reconnu comme militant précurseur du Copyleft et de l'anti-copyright et pour ses collages musicaux à partir d'œuvres existantes comme le projet plunderphonics.
Ses compositions libres popularisées par leur diffusion électronique reposent sur des arrangements à partir de samples d'artistes célèbres comme les Beatles (sample d'une note de musique repris par le générique de fin de l'émission Paris Dernière ou des compositions classiques comme la Symphonie No 7 de Ludwig van Beethoven. La pochette est une œuvre dérivée polémique de l'album Bad de Michael Jackson qui a entraîné des poursuites judiciaires et l'interdiction du projet au Canada et aux États-Unis.

## Discographie
- Grayfolded (Fony, FONY 68/92, 2004)
- Arc d'apparition; Whisperfield (OHM / Avatar, AVTR 034, 2004)
- Aparanthesi (empreintes DIGITALes, IMED 0368, 2003)
- Complicité avec Marilyn Crispell, Paul Plimley, Cecil Taylor (Victo, VICTO 074/075/076, 2001)
- Dearness avec Anne Bourne, Fred Frith (Spool, SPL 116, 2001)
- 69 plunderphonics 96 (Seeland, SEELAND 515, 2000)
- aCCoMpliCes avec CCMC (Victo, VICTO 063, 1998)
- Parcours scénographiques avec Productions Recto/Verso (OHM / Avatar, OBZ 07, 1997)
- Improvised avec Henry Kaiser (Incus, INCUS 26, 1996)
- Acoustics avec Henry Kaiser, Mari Kimura, Jim O'Rourke (Victo, VICTO 025, 1994)
- Plexure (Avant, AVAN 016, 1993)
- Discosphere (ReR Megacorp, ReR JO CD, 1991)

## Liste d'œuvres
- aparanthesi A (2000-03)
- aparanthesi B (2000-03)
- Bell Speeds (1983, 90)
- Blur (Bolton Chili Overdire); 1 Moment, 2 Wow, 3 Nest
- Burrows (1974-75)
- Compact (R.E.M.T.V. Hammercamp); 1 Phase, 2 Snap
- Cyfer (Depeche Mould)
- Fee Fie Foe Fum (2017)
- from Burrows: silence to say (1974)
- Grayfolded (1995)
- Homonymy (1998), flûte, hautbois, clarinette, basson, cor, trombone, percussions, violon, violoncelle, contrebasse et bande vidéo
- Mad Mod (Jello Bellafonte)
- Manifold (Bing Stingspreen); 1 Philosophy, 2 Phase
- Massive (Ozzie Osmond); 1 Hazzard, 2 Warning, 3 Treacherous
- Ohmigone (2001)
- Open (Bo No Ma); 1 Suck, 2 Rip
- Ridge (2001)
- Skindling Shadés (1987)
- Temperature (Beastie Shop Beach); 1 Tempus Amoré (Hyper Love Time), 2 Tempo Pact
- Un paysage (Ouverture) (1996)
- Urge (Marianne Faith No Morrisey); 1 Slow, 2 Slice, 3 Blink
- Velocity (Aretha Vanilli); 1 Tremendous, 2 Tremulous
- Worse (Anthrax Squeeze Factory)
- Zoom (Sinead O'Connick Jr); 1 Alone, 2 Gogh

## Citation
- « If creativity is a field, copyright is the fence » (« Si la créativité est un champ, le droit d'auteur en est la clôture »).